# Любощинский, Марк Николаевич
Марк Николаевич Любощинский (1816—1889) — российский государственный деятель, сенатор, член Государственного совета Российской империи (1881). Действительный тайный советник (1879).

## Биография
Родился 30 марта (11 апреля) 1816 года — сын поручика из дворянского рода Витебской губернии.
В 1838 году окончил кандидатом юридический факультет Императорского Санкт-Петербургского университета; с 25 января 1839 года — в службе и классном чине в Министерстве финансов, затем — в Департаменте Государственного казначейства. С 1839 года — в Министерстве  юстиции; 1 октября 1854 года был произведён в действительные статские советники с назначением обер-прокурором 1-го департамента Правительствующего Сената. С 1860 года участник Судебной реформы Александра II, работал над составлением судебных уставов. Был одним из ближайших сотрудников Н. А. Милютина по реализации крестьянской реформы.
В 1861 году произведён в тайные советники. С 29 января 1863 года был назначен в Сенат — присутствующий в 4-м департаменте и, одновременно, председатель Особой комиссии при Министерстве внутренних дел для рассмотрения нового положения об опеках. С 1866 года — сенатор присутствующий в гражданском кассационном департаменте.
С 1872 года — почётный мировой судья Санкт-Петербургской и Витебской губерний.
В 1879 году произведён в действительные тайные советники. С 1 января 1881 года был назначен членом Государственного совета по Департаменту гражданских и духовных дел; был председателем Совета по тюремным делам.
Был награждён всеми российскими орденами вплоть до ордена Св. Александра Невского (1883) с бриллиантовыми знаками, пожалованными ему 30 августа 1886 года.
Скончался 11 (23) июля 1889 года в имении Никольское Козловского уезда Тамбовской губернии, полученное как приданое жены.

## Семья
С 27 июля 1864 года был женат на дочери А. А. Бистром Марии Антоновне, которая в первом браке была замужем за тайным советником Василием Михайловичем Быковым и имела трёх сыновей (Николай, Василий, Сергей). В браке с Любощинским она родила ещё двоих: Марк Маркович Любощинский (1865—1953) и Софья Марковна (её первый муж — А. И. Старицкий, второй — М. А. Бакунин).